# Arhitectura art nouveau în Riga

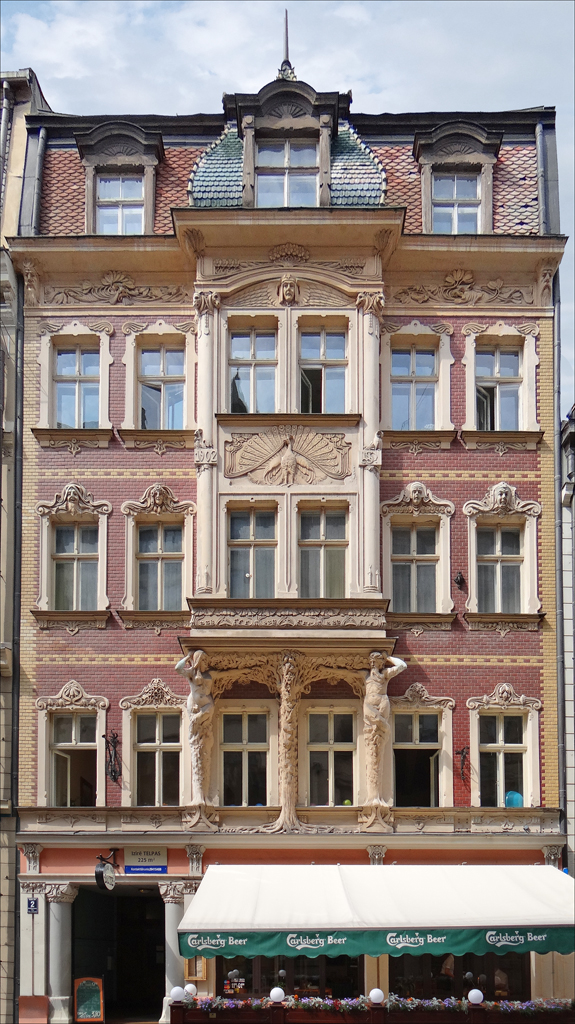
Exemplu de arhitectură art nouveau în Riga, cu o combinație de raționalitate și decorațiune: clădire din 1902 de pe Smilšu iela 2 de Konstantīns Pēkšēns.

Arhitectura art nouveau din Riga însumează aproximativ o treime din toate clădirile din centrul orașului Riga, ceea ce face din capitala letonă orașul cu cea mai mare concentrație de arhitectură art nouveau din lume. Construite într-o perioadă de creștere economică rapidă, cele mai multe clădiri art nouveau din Riga datează dintre 1904 și 1914. Stilul este cel mai frecvent reprezentat de clădiri de apartamente cu mai multe etaje.

## Context
La sfârșitul secolului al XIX-lea, vechiul oraș hanseatic și port Riga era un oraș important al Imperiului Rus. A fost o perioadă de dezvoltare economică, industrială și demografică rapidă. Între 1897 și 1913, orașul a crescut cu 88%, până a ajuns în 1914 la o populație de 530.000 de locuitori. În acel moment, el era al cincilea oraș ca mărime din Imperiul Rus și al treilea din regiunea Mării Baltice. A fost cea mai mare rată de creștere a orașului până în prezent.
Deja la mijlocul secolului al XIX-lea, orașul a început să se extindă dincolo de limitele nucleului său medieval, care era înconjurat de fortificații. Acestea au fost dărâmate începând cu 1856, și înlocuite cu o centură de bulevarde și grădini în jurul centrului istoric⁠(d). Partea nouă a orașului a fost dezvoltată cu străzi în unghiuri drepte, respectând cu strictețe reglementările de construcție (de exemplu, regula că nicio casă nu putea fi mai înaltă decât șase etaje sau 21,3 m), creând astfel un grad mare de coerență urbană. Între 1910 și 1913, s-au construit anual între 300 și 500 de clădiri noi, cele mai multe în stil art nouveau și majoritatea în afara centrului vechi. Câteva clădiri art nouveau au fost ridicate și în centrul vechi, iar în suburbia Mežaparks s-au construit câteva case pentru câte o singură familie. Prima clădire art nouveau ridicată în Riga (după planurile arhitecților Alfred Aschenkampff⁠(d) și Max Scherwinsky⁠(d)) se află pe Audēju iela nr. 7 în partea medievală a orașului. Această parte a centrului orașului se află însă în afara inelului de bulevarde care cuprinde marea majoritate a arhitecturii art nouveau din Riga.
Proprietarii, constructorii și arhitecții acestor case proveneau dintr-o gamă variată de grupuri etnice diferite; printre aceștia s-au numărat și primii etnici letoni care au ajuns în aceste pături ale societății. În afara arhitecților letoni (printre cei mai bine reprezentați se numără Eižens Laube, Konstantins Pekšens și Jānis Alksnis⁠(d)) au existat și unii arhitecți evrei (Mihail Eisenstein, Paul Mandelstamm⁠(d)) și germani baltici (printre aceștia, Bernhard Bielenstein⁠(d), Rudolph Dohnberg⁠(d) și Artur Moedlinger) care activau în Riga în această perioadă. În perioada aceea, identitatea națională letonă era în curs de dezvoltare, și relativ puțini arhitecți erau letoni (vorbitori de letonă ca limbă maternă), dar ei au proiectat circa 40% din toate clădirile noi din Riga de la începutul secolului al XX-lea. Din ce în ce mai mulți proprietari de case erau letoni, și nu germanofoni sau rusofoni. Indiferent de etnia lor, majoritatea celor care au creat arhitectura art nouveau din Riga erau localnici, deși stilul lor era influențat de arhitectura străină – mai ales din Germania, Austria și Finlanda. Pentru această evoluție, emblematică este deschiderea facultății de arhitectură la Institutul Politehnic Riga (astăzi Universitatea Tehnică din Riga⁠(d)) în 1869, care a contribuit la educarea unei generații de arhitecți localnici.
Detaliile decorative ale clădirilor, sub formă de sculpturi, vitralii, sobe majolica⁠(d) și așa mai departe au fost parțial importate și parțial produse local de către firme din Riga. În acest sens, firmele de artă decorativă din Riga activau pe o piață regională și produsele din atelierele Rigăi erau livrate (în cadrul Imperiului Rus) spre exemplu, la Tallinn și Sankt Petersburg.
Astăzi, arhitectura art nouveau formează aproximativ o treime din toate clădirile din centrul orașului Riga, acesta fiind orașul cu cea mai mare concentrație de arhitectură art nouveau din lume. Stilul este cel mai frecvent reprezentat de clădirile de apartamente cu mai multe etaje.

## Dezvoltarea
Art nouveau s-a dezvoltat din și ca o reacție contra eclectismului. Ca și în alte părți, dezvoltarea a fost determinată de dorința de a crea un stil individualist mai puțin dependent de referiri istorice evidente, o dorință de a exprima trăsături și tradiții locale și de a trece la o arhitectură rațională bazată pe o utilizare „cinstită” a materialelor și ornamentelor care să nu contravină aspectului structural al clădirii.
Stilistic, arhitectura art nouveau din Riga este adesea împărțită în patru mari categorii: eclectică sau decorativă; perpendiculară sau verticală; național-romantică, și neo-clasică. Aceste categorisiri nu sunt mereu exclusive; multe clădiri prezintă influențe din mai multe din aceste stiluri.

### Art nouveaueclectic
Primele clădiri art nouveau din Riga se înscriau în această categorie. Începând ca o deviere pur decorativă de la eclecticism, clădirile de acest tip au adoptat noi forme de decorațiune art nouveau în locul stilurilor anterioare, dar nu au schimbat deloc sau aproape deloc conceptele anterioare de structura clădirilor. Art nouveau eclectic încă prezintă fațadele ritmice și decorațiunile opulente ale stilurilor anterioare. În această formă timpurie de art nouveau, influența străină era predominantă, mai ales din Germania, ca și cea a simbolismului contemporan. Cele mai cunoscute case art nouveau din Riga, un rând de case de pe Alberta iela⁠(d) (strada Albert), multe proiectate de Mihail Eisenstein, aparțin acestui stil. Deși mare atracție turistică, ele nu sunt reprezentative pentru marea majoritate a clădirilor art nouveau din Riga.

### Art nouveauperpendicular
Eclecticismul a lăsat în cele din urmă în Riga locul unui stil mai raționalist de art nouveau, caracterizat prin compoziția pronunțat verticală a fațadelor, și ornamente geometrice integrate în compoziția arhitecturală de ansamblu. Structura clădirii a căpătat trăsături esențialmente moderne unde exteriorul reflectă dispunerea interioară, nefiind doar o fațadă fără legătură rațională cu aranjamentul structural al clădirii, ca în cazul precedent. Mai multe centre comerciale au fost construite în acest stil, care este adesea denumit în germană Warenhausstil.

### Art nouveaunațional-romantic
Renașterea națională letonă⁠(d) începută în secolul al XIX-lea a declanșat un proces de formulare conștientă a unei identități specific letone, atât pe plan politic, cât și pe plan cultural. Împreună cu evoluțiile politice (mai ales Revoluția din 1905), aceasta a dus la începutul secolului al XX-lea la o dorință mai puternică de afirmare a unei identități letone specifice și prin artă și arhitectură. Stilul național-romantic⁠(d) este uneori considerat stil arhitectural de sine stătător, dar în context leton el este adesea descris ca varianță de art nouveau. A avut o durată relativ scurtă și a înflorit între 1905 și 1911. A avut o oarecare influență din partea arhitecturii finlandeze⁠(d), dar, întrucât ideea era dezvoltarea unei forme de arhitectură cu specific leton, multe din aspectele sale sunt de fapt particulare arhitecturii letone. Este un stil caracterizat prin decorațiuni modeste, inspirate din arta populară; volume monumentale și utilizarea de materiale de construcție naturale.

### Art nouveauneo-clasic
Ultima etapă de dezvotare a arhitecturii art nouveau în Riga este și stilul cel mai slab reprezentat, așa-numitul art nouveau neo-clasic. Inspirat din limbajul arhitecturii clasice care fusese prolific în Imperiul Rus în secolul al XIX-lea (dar nu foarte mult în Riga), această variantă monumentală de art nouveau a fost utilizată la sediile câtorva bănci.

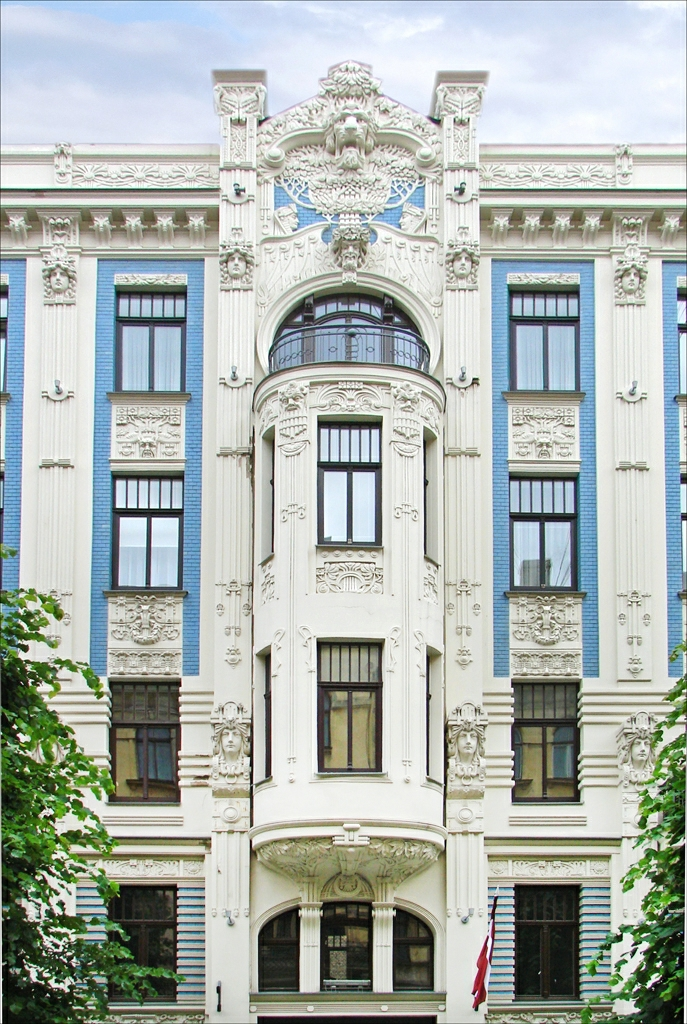
Art Nouveau eclectic: clădire de pe Alberta iela⁠(d) proiectată de Mihail Eisenstein. Deși destinație turistică populară, acest stil de art nouveau decorativ nu este tipic pentru Riga.
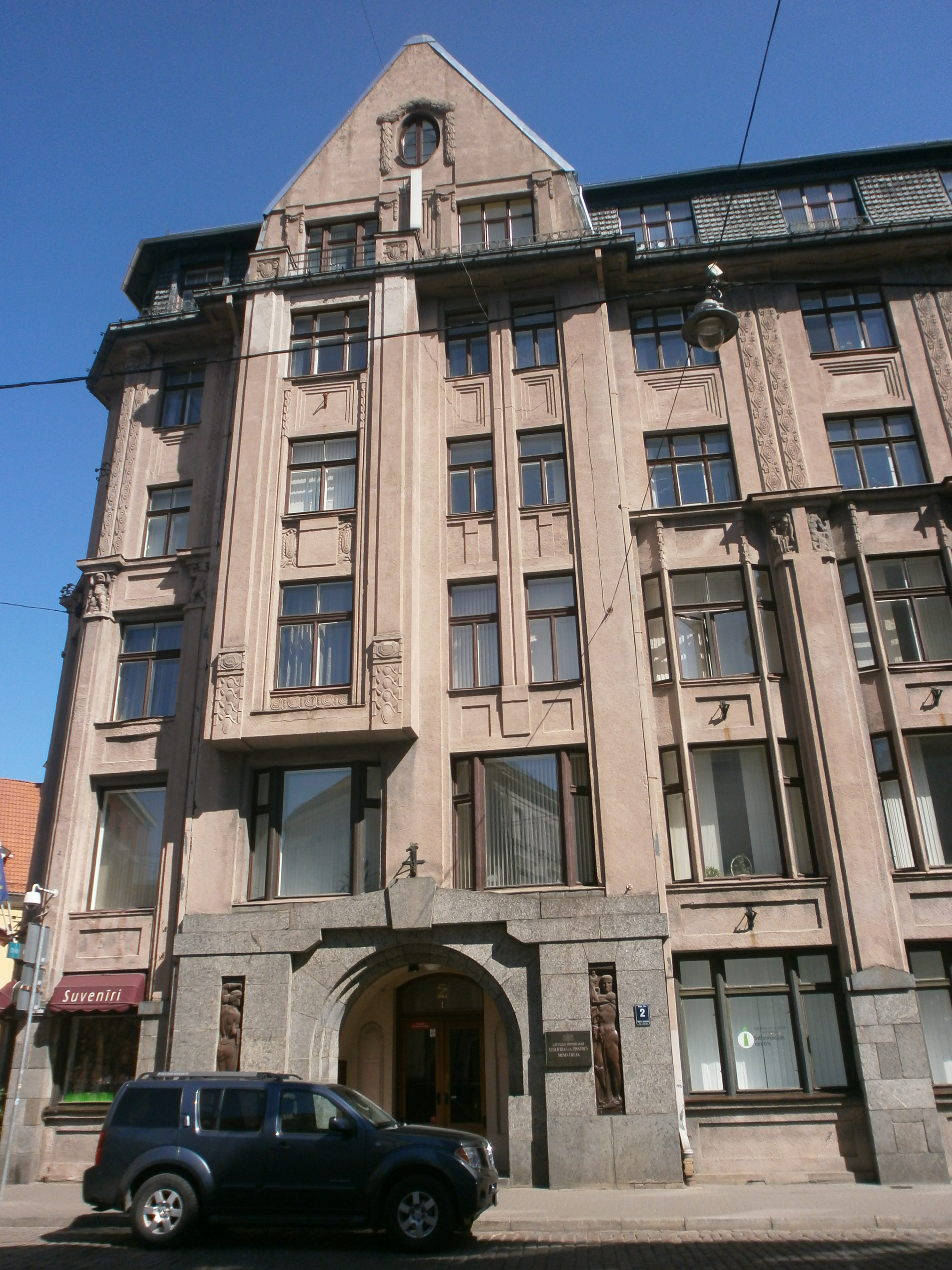
Art Nouveau perpendicular: actualul sediu al Ministerului Educației, construit în 1911 de arhitectul E. Friesendorff, are o așa-numită fațadă perpendiculară cu mai multe sculpturi de August Volz⁠(d).
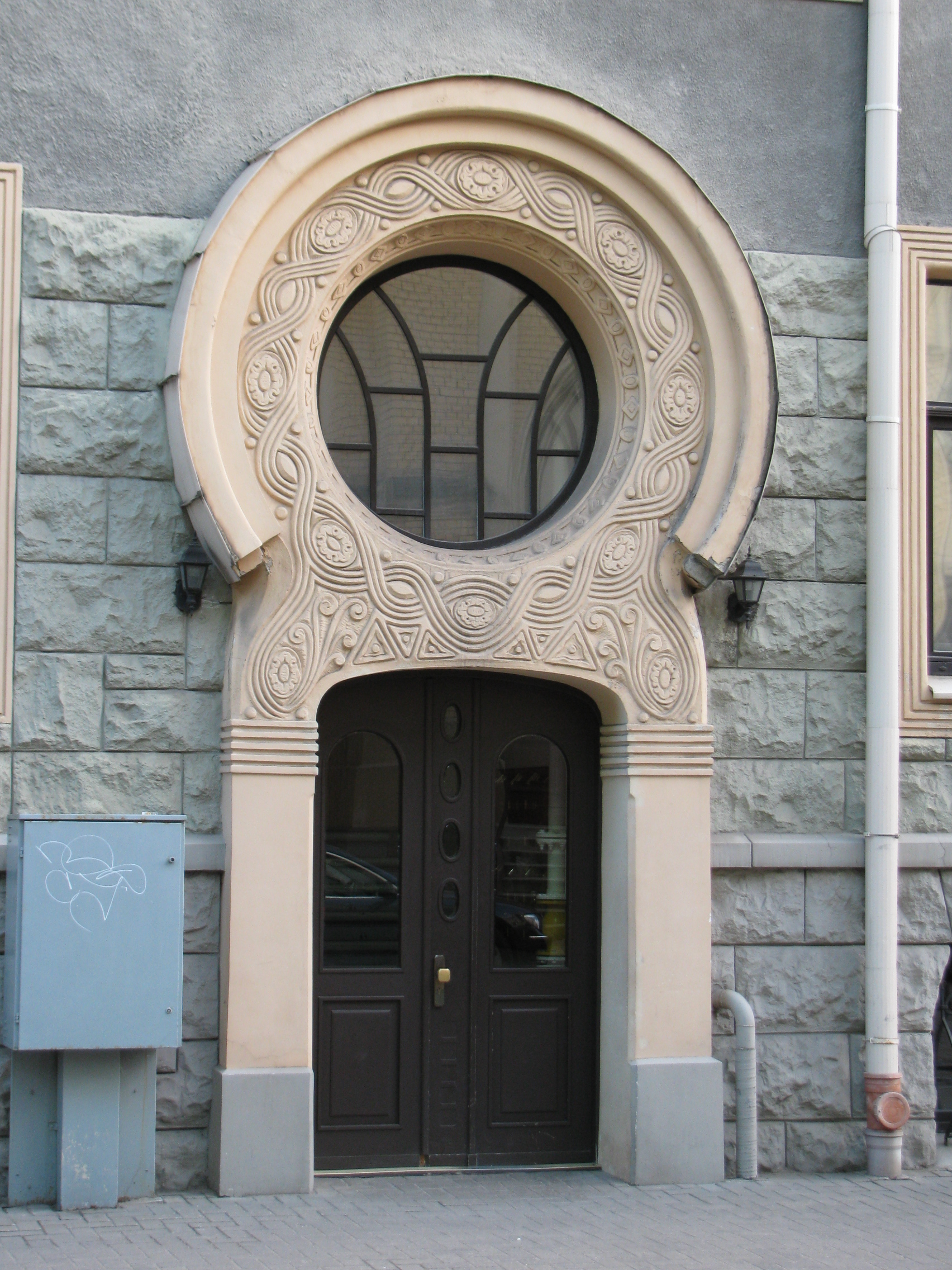
Art Nouveau național-romantic: Detaliu cu decorațiune național-romantică tipică pe o casă construită în 1908 de Konstantins Pekšens.
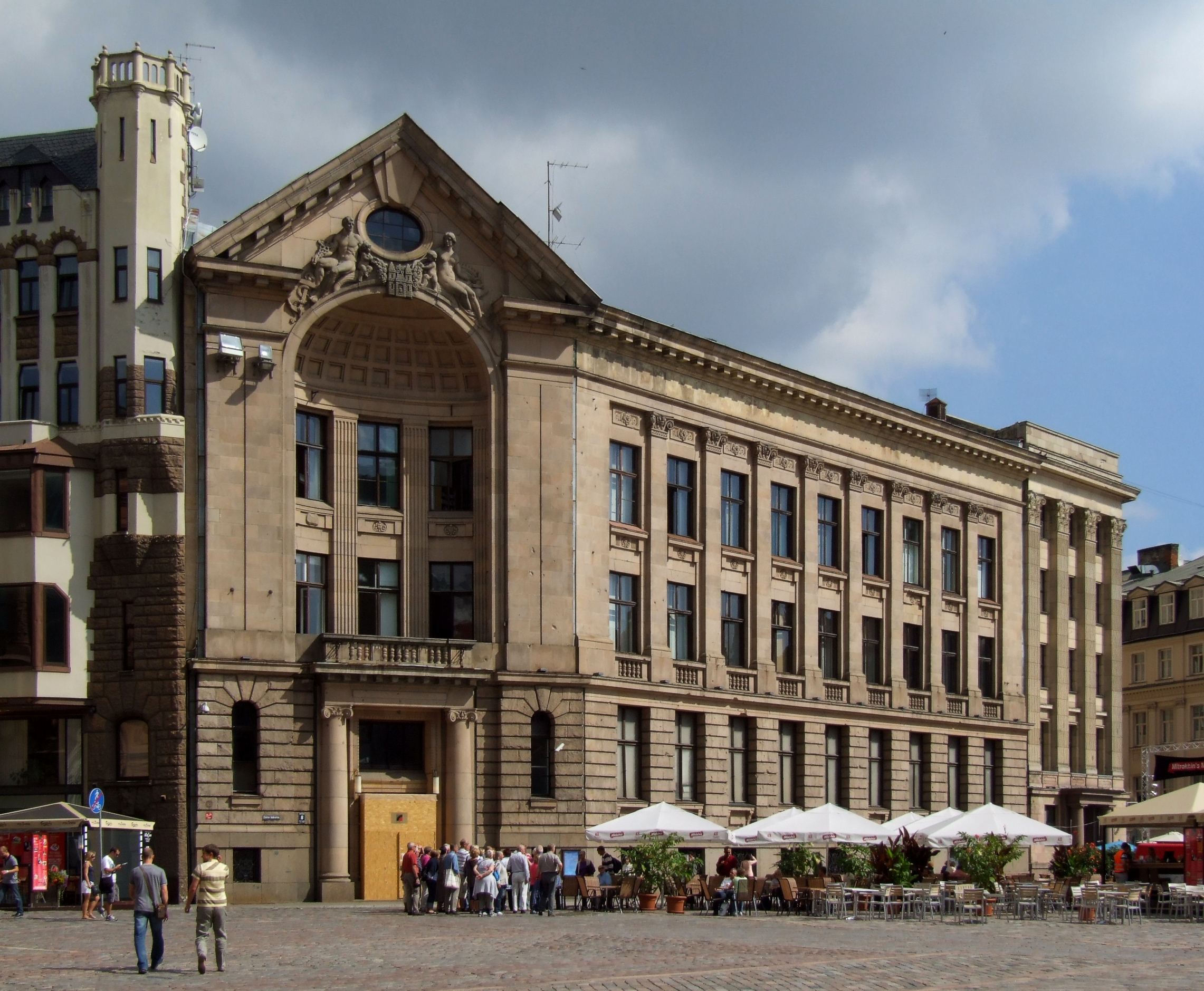
Art Nouveau neo-clasic: Multe clădiri construite pentru băncile din Riga aveau forme neo-clasice, cum ar fi aceasta, construită în 1913, după planurile lui Paul Mandelstamm⁠(d).